# 小行星16248
小行星16248（16248 Fox）是一颗绕太阳运转的小行星，为主小行星带小行星。该小行星于2000年4月28日发现。

## 轨道参数
小行星16248的轨道半长轴为2.2722947 UA，离心率为0.131。